# Eicherax ricnotes
Eicherax ricnotes är en tvåvingeart som först beskrevs av Engel 1930.  Eicherax ricnotes ingår i släktet Eicherax och familjen rovflugor. Inga underarter finns listade i Catalogue of Life.